# Euxoa rabiata
Euxoa rabiata là một loài bướm đêm trong họ Noctuidae.